# クワカミキリ

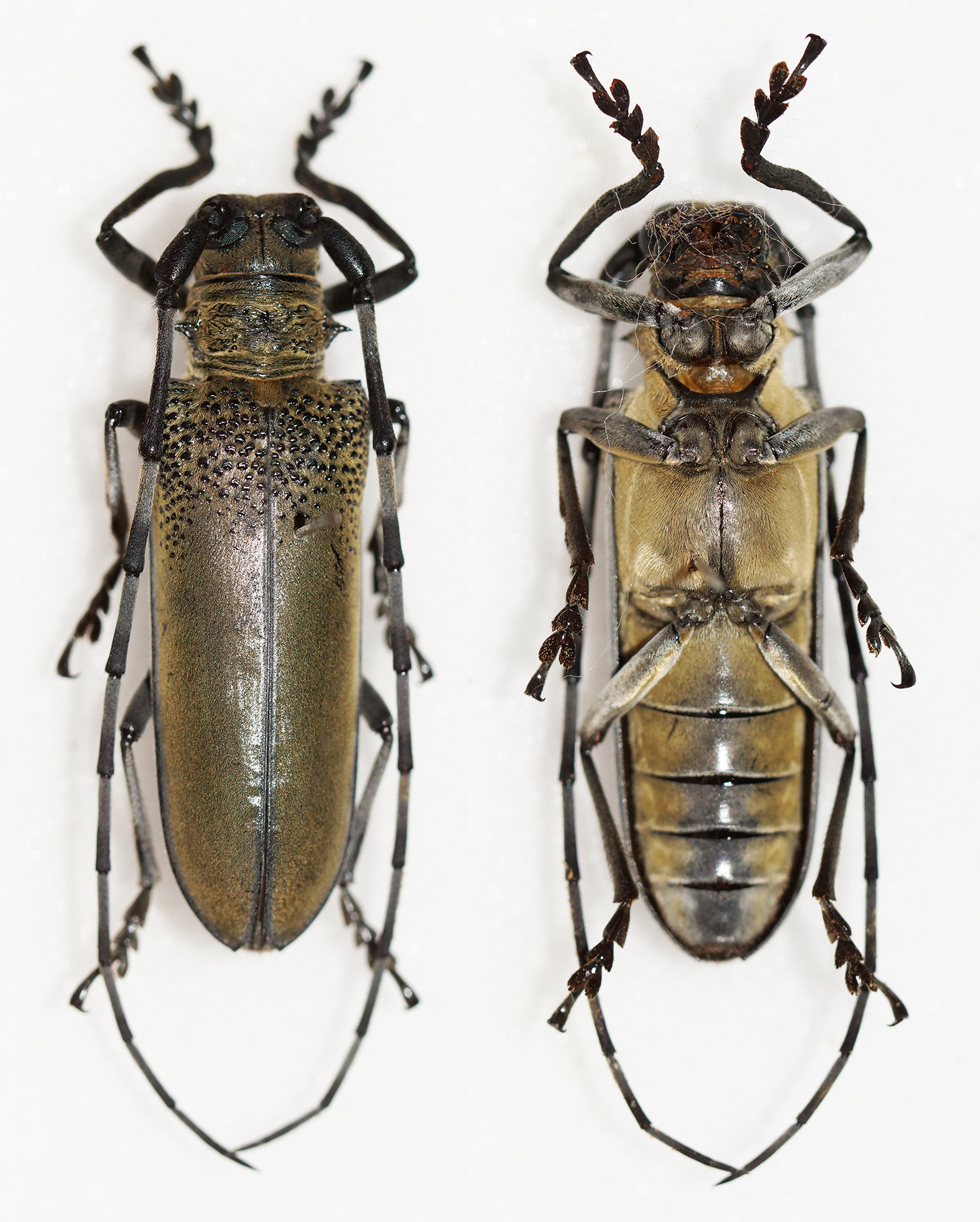
同・雄成虫

クワカミキリ Apriona japonica Thomson はカミキリムシの1種。クワやイチジクなどの害虫である。

## 特長
体長は32-44mmほど。体色は地色が黒で、黄灰色の細かな毛を一面に纏い、見かけではやや青みを帯びた黄灰色に見える。触角は黒で、第3節以下の基部側は青灰色、前翅の外側の縁と中央の左右の翅の合わせ目は青白色の短い毛によって縁取られている。腹面側は黄色の長い毛に覆われてビロードのような光沢を示す。歩脚には黄灰色の短い毛を一面に纏うが、前脚の脛節の内側、中脚の脛節では外側に褐色の毛の束がある。また前脚の脛節は弓状に湾曲する。
頭部頂端は垂直になっており、背面正中線には溝がある。触角は体長より長い。前胸は左右両側に鋭い歯状の突起があり、背面は横皺のような深い溝があり、後方には数個の顆粒状の突起がある。また正中部は黒っぽい。前翅は左右合わせると円筒状で、後端部は狭く切り落とされたような形で、左右に1個ずつの小突起がある。前の端、肩の部分には鋭い歯状の突起があり、背面の基部側付近には明瞭な黒い顆粒状の突起を多数着けている。
別名としてビワムシ、クワノミドリカミキリがある。

## 生態など
成虫の出現時期は主として7-8月で、暖地ではより前後に長くなる傾向がある。成虫は主に3-4年生の若枝に馬蹄型の傷をつけ、その下に産卵する。幼虫はそこから枝に食い入り、当初は皮層の直下の材を食べながら、若枝から太枝、やがて幹へと喰い進み、老熟幼虫は芯材部にまで入る。途中、10-20cmおきに表皮に小孔を開け、ここから排糞する。初期には糞粒が小さくて樹液によって穴の口にこびりつくが成長するとおが屑状に零れるようになる。幼虫は2回越冬し、その後に蛹になる。最後の排糞孔を作った後にそこに接して蛹室を作り、その中で蛹化する。羽化した成虫は排糞孔を円形に広げて脱出する。

## 分布
本州、四国、九州に分布する。また本土周辺の各島および対馬、屋久島まで分布が知られており、平地から低山までに生息する。また、北海道の南部でも記録されている。

## 利害
古くからクワの害虫として著名なものであった。他にイチジク、ビワ、ヤナギ、リンゴなどの広葉樹の生きた材を食べる害虫である。特にクワとイチジクでは重要な害虫とされる。リンゴでは特に弱った木ものでなく、むしろ健全で樹勢の強い木に寄生する傾向が強く、長野県では重要害虫と早くから認定された。クワでは加害部位が木部であるために急速に樹勢が衰えることは少ないものの、被害が進行する夏季には木全体が衰弱し、葉の生産が衰え、時には枯死に至る。また成虫も枝の皮部を好んで食べ、産卵された枝と同様に風などで折れやすくなる。
幼虫が材を食べる害以外に、この虫の侵入口ががんしゅ病の誘因となることもある。